# Агнес Смедлі
Агнес Смедлі (англ. Agnes Smedley) (*1890 — †1950) — американська письменниця, журналістка, розвідниця та феміністка. Хронікерка подій китайської комуністичної революції. 

## Життєпис
Народилася 23 лютого 1892 року в Осгуді, Салліван, штат Міссурі.  
Перший роман «Дочка землі» (Daughter of Earth) видала в 1929 році.
Відомими стали книги «Китайські долі» (Chinese Destinies), «Марші червоної армії Китаю» (China's Red Army Marches) та «Бойовий гімн Китаю» (Battle Hymn of China).
Померла 6 травня 1950 року у 58 років від бронхопневмонії. За заповітом прах письменниці поховали в Пекіні, адже Китай вона вважала своєю другою батьківщиною.

## Пам'ять
Роль Смедлі у китайському телесеріалі «Дунфан чжаньчан» 东方战场 ("Східна арена війни"), який транслюється з серпня 2015, виконує українська акторка Ірина Каптелова.
Відзначена на Поверсі спадщини Джуді Чикаго.